# Eupithecia secura
Eupithecia secura är en fjärilsart som beskrevs av András Vojnits 1979. Eupithecia secura ingår i släktet Eupithecia och familjen mätare. Inga underarter finns listade i Catalogue of Life.